# Asura (Buddhismus)

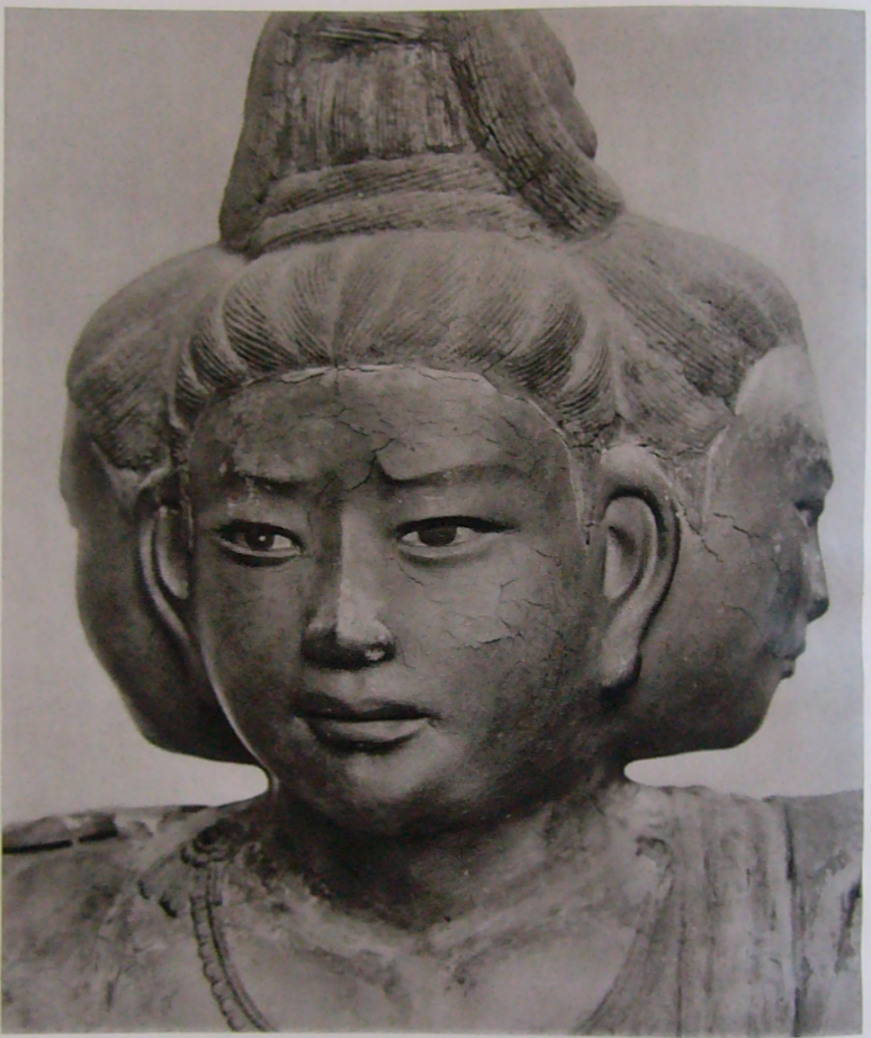
Asura in Kōfuku-ji, Nara (734)

Asuras sind „himmlische“ Wesen. Der Ausdruck Asuras wird auch manchmal mit „Titanen“, „Halbgötter“ oder „Streitende Götter“ übersetzt. Im Buddhismus gehören die Asuras zu den drei oberen der Sechs Daseinsbereiche (zwischen den Menschen und den Devas). Die charakteristische Emotion der Asuras ist Eifersucht. Sie werden oft als kriegerische Wesen dargestellt, die sich Scharmützel mit den Devas liefern und dabei stets verlieren. Manchmal wird die moderne Welt als Asura-Bereich bezeichnet, da die Menschen ständig in Hast sind, um materiellen Zielen nachzustreben, die sie meist doch nicht erreichen können.

## Thailand

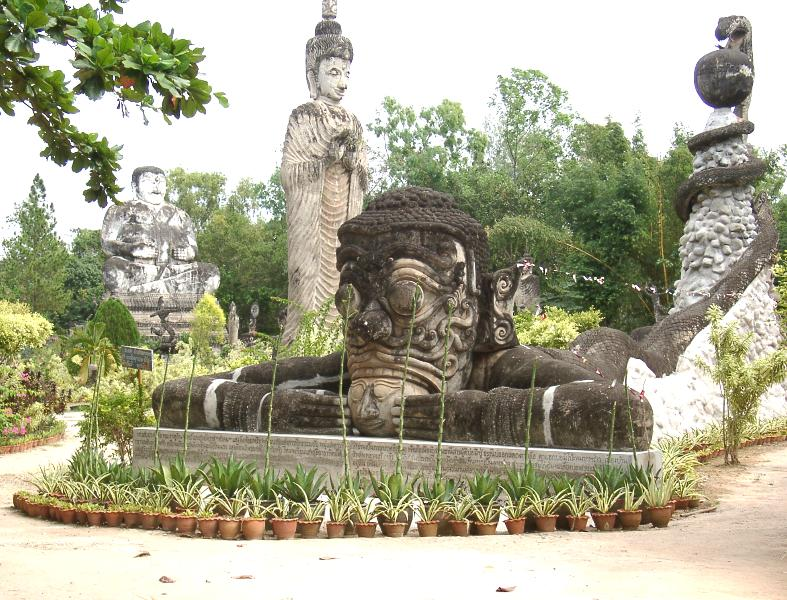
Darstellung des Rahu im Themenpark von Sala Kaeo Ku bei Nong Khai, Nordost-Thailand

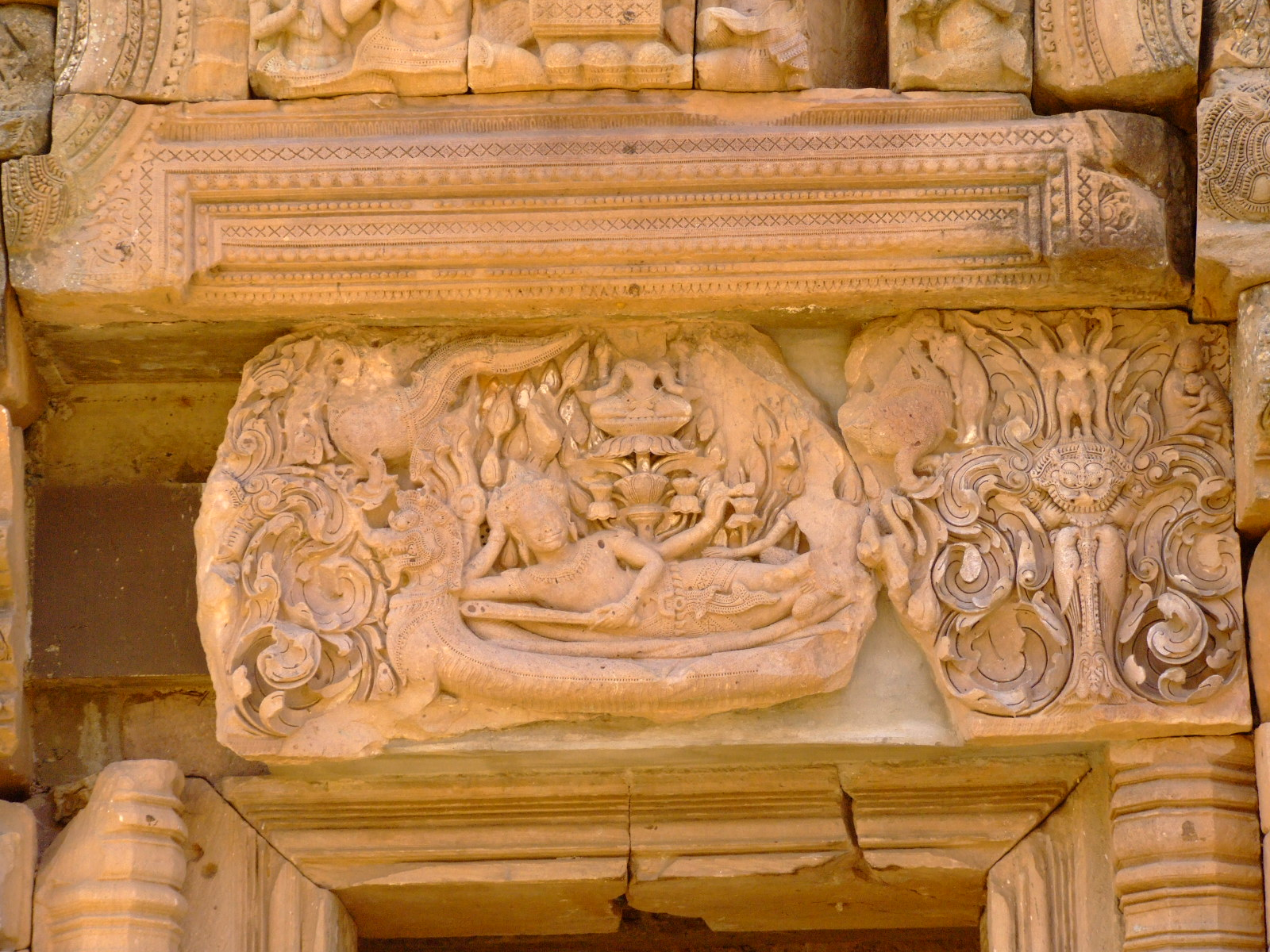
Rahu (rechte Bildhälfte), Türsturz am Mondop des Prasat Hin Phanom Rung, Buriram, Nordost-Thailand

Im Theravada-Buddhismus in Thailand werden die Asuras ähnlich gesehen. Eine ausführliche Darstellung des Reiches der Asura wurde zuerst in der traditionellen Weltsicht der thailändischen Buddhisten des Traibhumikatha aus dem 14. Jahrhundert beschrieben. Die „Welt der Sinnlichkeit“ (Kamaphum – กามภูมิ), eine von drei Welten, ist – anders als im Mahayana-Buddhismus – in insgesamt elf Regionen eingeteilt, wovon sich unterhalb der Welt der Menschen die vier „Leidvollen Regionen“ (อบายภูมิ – Aussprache: [ʔàbai pʰuːm], oder auch ทุคติภูมิ – [tʰúː kʰá-tʰì pʰuːm], wörtl. Orte oder Zeiten der Bestrafung) befinden. Die Leidvollen Regionen, das sind die „Region der Höllenwesen“ (นรกภูมิ), die „Region der Tiere“ (เดรัจฉานภูมิ), die „Region der Preta“, der Hungrigen Geister (เปรตภูมิ – siehe: Hungergeist) und die „Region der Asura-Dämonen“ (อสุรกาย).
Es gibt zwei Arten von Asura: die einen sind dunkel und deformiert, ihr Körper ist 1/4 Yojana groß. Die anderen werden Erhabene Asura genannt. Die dunklen, deformierten Asura haben so dünne Körper, dass nicht das geringste Fleisch und Blut an ihnen gefunden werden kann. Ihre Augen sind so klein wie die einer Krabbe und befinden sich auf dem Kopf, ihre Münder sind so klein wie ein Nadelöhr. Sie sind unfähig, das geringste Glücksgefühl in ihrem Leben zu erfahren, sie sind die jämmerlichsten aller Asura. Die Region der Asura ist 10.000 Yojana weit, sie befindet sich unterhalb des Berges Meru. Die Region der Menschen befindet sich 84.000 Yojana über den Asuras. Es gibt vier große Städte, in denen die Asura leben, jede wird von einem König beherrscht. In der Mitte des Asura-Landes befindet sich seit Anbeginn der Erde ein Khae-Foi-Baum (dolichandrone crispa), der 80 Yojana hoch ist.
Der bekannteste Vertreter der Asura in Thailand ist der Dämon Rahu, eine Figur der hinduistischen Mythologie. Er trank das Unsterblichkeitselixier Amarit (Amrita), wurde vom Gott Vishnu daraufhin enthauptet, und muss nun in alle Ewigkeit die Sonne und den Mond fressen (Sonnen-, Mondfinsternis). Da er aber keinen Körper hat, tauchen die Gestirne nach einiger Zeit wieder auf. Rahu wird an den Giebeln religiöser Gebäude oft sehr stilisiert dargestellt, er erinnert hier meist an einen Löwenkopf aus Blattwerk und Ranken.
Weitere Darstellungen von Asura finden sich auf den Steinreliefs in vielen Khmer-Tempeln.